# Charles Evans (acteur)
Pour les articles homonymes, voir Evans et Charles Evans.

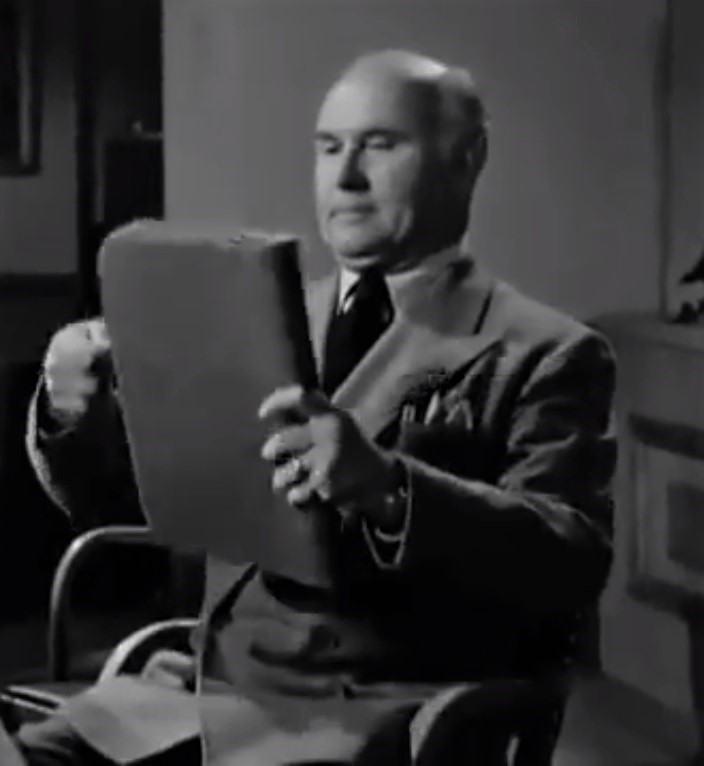
Dans La Grande Menace (1948)

Charles Warwick Evans, né le 25 avril 1885 à Londres (Angleterre) et mort le 2 mars 1974 à Puerto Vallarta (Jalisco, Mexique), est un acteur anglais.

## Biographie
Né en Angleterre, Charles Evans s'installe aux États-Unis, où il vient tardivement au cinéma. Ainsi, il contribue comme second rôle (parfois non crédité) à cent-quinze films américains, depuis le serial Mystery of the River Boat (en) de Lewis D. Collins et Ray Taylor (1944, avec Robert Lowery et Eddie Quillan) jusqu'à Skidoo d'Otto Preminger (1968, avec Groucho Marx et Jackie Gleason).
Parmi ses films notables, mentionnons Monsieur Verdoux de Charlie Chaplin (1947, avec le réalisateur et Mady Correll), le western Les Furies d'Anthony Mann (1950, avec Barbara Stanwyck et Wendell Corey), Les Gladiateurs de Delmer Daves (1954, avec Victor Mature et Susan Hayward), L'Invraisemblable Vérité de Fritz Lang (1956, avec Dana Andrews et Joan Fontaine), ou encore Cyborg 2087 de Franklin Adreon (son avant-dernier film, 1966, avec Michael Rennie et Karen Steele).
À la télévision américaine, il apparaît dans quarante-huit séries de 1949 à 1966, dont The Lone Ranger (un épisode, 1952), Le Choix de... (un épisode, 1955) et Rintintin (deux épisodes, 1956-1959).
Charles Evans meurt au Mexique en 1974, à 88 ans.

## Filmographie partielle

### Cinéma

#### Années 1940
- 1945 : L'Orgueil des marines ou La Route des ténèbres (Pride of the Marines) de Delmer Daves : un officier avec Al
- 1946 : Sans réserve (Without Reservations) de Mervyn LeRoy : Philip Jerome
- 1946 : La Double Énigme (The Dark Mirror) de Robert Siodmak : Procureur de district Girard
- 1946 : Ne dites jamais adieu (Never Say Goodbye) de James V. Kern : un lieutenant de police
- 1947 : L'Île enchantée (High Barbaree) de Jack Conway : Colonel Taylor
- 1947 : Monsieur Verdoux (titre original) de Charlie Chaplin : Détective Morrow
- 1947 : L'Homme de mes rêves (It Had to Be You) de Don Hartman et Rudolph Maté : Dr Parkinson
- 1948 : L'Impitoyable (Ruthless) d'Edgar Georg Ulmer : Bruce McDonald
- 1948 : Reaching from Heaven de Frank R. Strayer : Walter Graves
- 1948 : Retour sans espoir (Beyond Glory) de John Farrow : M. Julian
- 1948 : L'Enfer de la corruption (Force of Evil) d'Abraham Polonsky : un juge
- 1948 : La Grande Menace (Walk a Crooked Mile) de Gordon Douglas : Dr Homer Allen
- 1949 : Les Désemparés (The Reckless Moment) de Max Ophüls : un cadre de la banque
- 1949 : L'Homme de Kansas City (Fighting Man of the Plains) d'Edwin L. Marin : le banquier Carter Bullock
- 1949 : Le Rebelle (The Fountainhead) de King Vidor : un membre du conseil d'administration du Banner
- 1949 : Un pacte avec le diable (Alias Nick Beal) de John Farrow : Paul Norton
- 1949 : Le passé se venge (The Crooked Way) de Robert Florey : Capitaine Anderson
- 1949 : Samson et Dalila (Samson and Delilah) de Cecil B. DeMille : Manoah, le père de Samson

#### Années 1950
- 1950 : La Clé sous la porte (Key to the City) de George Sidney : le maire dans l'ascenseur
- 1950 : Suzy... dis-moi oui ! (A Woman of Distinction) d'Edward Buzzell : Dr Carlton McFall
- 1950 : Une rousse obstinée (The Reformer and the Redhead) de Melvin Frank et Norman Panama : M. Eberle
- 1950 : Ma brute chérie (Love That Brute) d'Alexander Hall : l'ancien gouverneur Logan
- 1950 : Les Furies (The Furies) d'Anthony Mann : le vieil Anaheim
- 1950 : Les Amants de Capri (September Affair) de William Dieterle : Charles Morrison
- 1950 : Maman est à la page (Let's Dance) de Norman Z. McLeod : M. Pierce
- 1950 : La Perfide (Harriet Craig) de Vincent Sherman : M. Winston
- 1950 : L'Engin fantastique (The Flying Missile) d'Henry Levin : le chef des opérations navales
- 1951 : La Bagarre de Santa Fe (Santa Fe) d'Irving Pichel : Stevenson
- 1951 : Le Dernier Bastion (The Last Outpost) de Lewis R. Foster : Chef Grey Cloud
- 1951 : Le Grand Caruso (The Great Caruso) de Richard Thorpe : Finch, le majordome des Benjamin
- 1951 : Le Jour où la Terre s'arrêta (The Day the Earth Stood Still) de Robert Wise : un major général
- 1951 : Si l'on mariait papa (Here Comes the Groom) de Frank Capra : le maire invité au mariage
- 1951 : Le Renard du désert (The Desert Fox: The Story of Rommel) d'Henry Hathaway : Général Schultz
- 1952 : Le Cabotin et son compère (The Stooge) de Norman Taurog : M. Sutherland
- 1952 : Les clairons sonnent la charge (Bugles in the Afternoon) de Roy Rowland : Général Terry
- 1952 : Parachutiste malgré lui (Jumping Jacks) de Norman Taurog : Général Bond
- 1952 : Chantons sous la pluie (Singin' in the Rain) de Stanley Donen et Gene Kelly : un membre de l'audience
- 1952 : Les Conquérants de Carson City (Carson City) d'André de Toth : Ben Roberts
- 1953 : Fort Alger (Fort Algiers) de Lesley Selander : Général Rousseau
- 1953 : La Ville sous le joug (en) (The Vanquished) d'Edward Ludwig : Général Hildebrandt
- 1953 : La Mer des bateaux perdus (Sea of Lost Ships) de Joseph Kane : l'officier de quart Gil Keane
- 1954 : Quatre Étranges Cavaliers (Silver Lode) d'Allan Dwan : un villageois
- 1954 : La Bataille de Rogue River (The Battle of Rogue River) de William Castle : Matt Parish
- 1954 : Les Gladiateurs (Demetrius and the Gladiators) de Delmer Daves : Cassius Chaerea
- 1954 : Le Chevalier du roi (The Black Shield of Falworth) de Rudolph Maté : le lord archevêque
- 1955 : Tant que soufflera la tempête (Untamed) d'Henry King : Sir George Gray
- 1955 : New York confidentiel (New York Confidential) de Russell Rouse : Juge Kincaid
- 1955 : Au service des hommes (A Man Called Peter) d'Henry Koster : le président du Sénat
- 1955 : Mélodie interrompue (Interrupted Melody) de Curtis Bernhardt : le directeur général du Metropolitan Opera
- 1955 : Le Tueur au cerveau atomique (Creature with the Atom Brain) d'Edward L. Cahn : le chef de la police Camden
- 1955 : Le Procès ou Mon fils est innocent (trial) de Mark Robson : le premier avocat
- 1955 : Artistes et Modèles (Artists and Models) de Frank Tashlin : Général Traynor
- 1955 : Les Années sauvages (The Rawhide Years) de Rudolph Maté : Colonel Swope
- 1956 : Les soucoupes volantes attaquent (Earth vs. the Flying Saucers) de Fred F. Sears : Dr Alberts
- 1956 : Vive le rock (Shake, Rattle & Rock!) d'Edward L. Cahn : Bill Bentley
- 1956 : Passé perdu (These Wild Years) de Roy Rowland : un membre du conseil d'administration
- 1956 : L'Invraisemblable Vérité (Beyond a Reasonable Doubt) de Fritz Lang : le gouverneur
- 1956 : Les Dix Commandements (The Ten Commandments) de Cecil B. DeMille : un conseiller
- 1956 : Le Supplice des aveux (The Rack) d'Arnold Laven : un général
- 1958 : Une femme marquée (Too Much, Too Soon) d'Art Napoleon : un invité
- 1958 : I Mobster de Roger Corman : le président de la commission
- 1958 : Bagarres au King Créole (King Creole) de Michael Curtiz : M. Furst

#### Années 1960
- 1961 : Il a suffi d'une nuit (All in a Night's Work) de Joseph Anthony : Colonel Ryder
- 1963 : L'Idole d'Acapulco (Fun in Acapulco) de Richard Thorpe : M. Harkins
- 1966 : Cyborg 2087 de Franklin Adreon : Andrew
- 1968 : Skidoo d'Otto Preminger : Whitey Farrell

### Télévision
(séries)

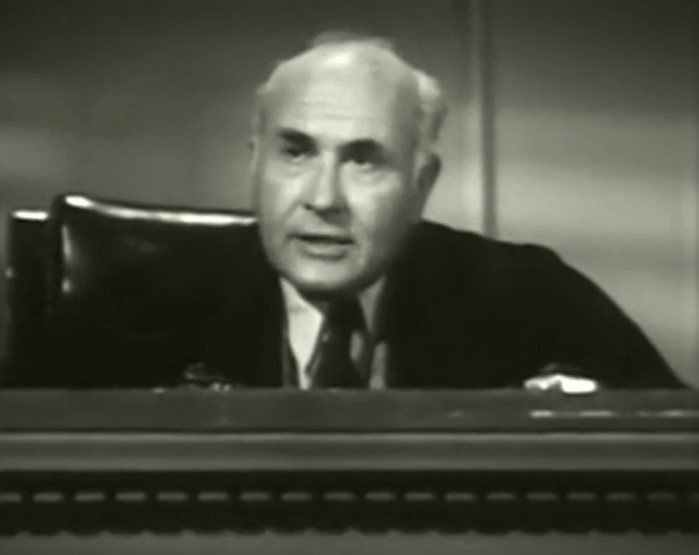
Dans la série Four Star Playhouse, épisode The Witness (1953)

- 1951 : Dick Tracy, saison 2, épisode 21 The Egyptian Mummy Case : un voleur au musée
- 1952 : The Lone Ranger, saison 3, épisode 13 Trahison à Dry Creek (Treason at Dry Creek) : Général Morgan
- 1953-1954 : Four Star Playhouse, saison 2, épisode 5 The Witness (1953) de Robert Aldrich et épisode 19 Indian Taker (1954) de Blake Edwards : le juge
- 1955 : Histoires du siècle dernier (Stories of the Century), saison 2, épisode 13 L. H. Musgrove de Franklin Adreon : le banquier Blair
- 1955 : Schlitz Playhouse of Stars, saison 4, épisode 40 O'Connor and the Blue-Eyed Felon de Jus Addiss : George Brewster
- 1955 : Le Choix de... (Screen Directors Playhouse), saison unique, épisode 1 Gouverneur malgré lui (Meet the Governor) de Leo McCarey : le gouverneur de l'Arizona
- 1955 : Mon amie Flicka (My Friend Flicka), saison unique, épisode 5 Les Vétérans (Cavalry Horse) de Frederick Stephani : Colonel Percival
- 1956-1959 : Rintintin (The Adventuress of Rin Tin Tin)
  - Saison 3, épisode 11 Presidential Citation (1956) : Général Conway
  - Saison 5, épisode 17 Major Mockingbird (1959) de William Beaudine : Général Van Buren
- 1957 : M  Squad, saison 1, épisode 12 The Specialists d'Earl Bellamy : le capitaine de la police